# ハクホオショウ
ハクホオショウは日本の競走馬。おもな勝ち鞍は安田記念など中央競馬の重賞4勝。「花の47年組」と称された1972年クラシック世代の一頭。

## 経歴
父は7度のリーディングサイアーを獲得したヒンドスタン、祖母の兄弟に当時の世界賞金王タルヤー (Tulyar) 、凱旋門賞優勝馬セントクレスピン (St. Crespin) がいる良血であった。父ヒンドスタンの最終世代産駒で、誕生の際には既に父ヒンドスタンは死亡していた。最終世代は『ヒンドスタン最後の傑作』候補が複数いたが、競走成績的にはハクホオショウが該当する。
尾形藤吉厩舎に入厩し、3歳時に森安重勝を主戦騎手に据えてデビューしたが、3歳時は１勝止まりとなった。
４歳になったと同時に主戦騎手を矢野一博に替えたが、4歳春に発生した馬インフルエンザ流行の混乱の為か出世が遅れ、皐月賞には出走できず。NHK杯2着を経て出走した東京優駿（日本ダービー）では関東勢最先着の4着と気を吐く。秋はクラシック最後の一冠・菊花賞を回避し、東京競馬場でカブトヤマ記念を制する。続くクモハタ記念はクビ差抜け出したはずが、決勝写真の不備からタケデンバードの2着とされた（これはタケデンバード事件と呼ばれる誤審疑惑ともなった）。
古馬となった1973年は主戦騎手を伊藤正徳に再度変更し、年初から不振だったが、春の安田記念を57キロの斤量を背負い快勝。夏は北海道に遠征し、ここで主戦騎手を池上昌弘に三たび変更した上でダートの札幌記念を59キロの負担重量ながら快勝。毎週雨が降り続き、「泥田」とも表現された不良馬場で施行された函館記念では61キロを背負い、55キロのエリモカップと向う正面からびっしりと先行争いを繰りひろげ、同馬から1馬身1/4差の2着。再び61キロを背負った東京のオールカマーでブルスイショー以下を退けた。
迎えた天皇賞・秋では、引き続き池上が騎乗し、タニノチカラを抑え1番人気に推されたが、スタート直後に骨折。競走馬を引退した。
天皇賞出走前から長距離の適性について、様々な意見が競馬サークル内で出ていた（スプリンターズS2着があり、2,000mを超える距離の経験が東京優駿4着しかない）。450キロ前後の馬格であったが、負担重量の重いハンデキャップ戦を得意とし、名種牡馬ヒンドスタンの「最後の傑作」とも呼ばれ非常にファンの多い馬であった。

### 引退後
競走生活を絶たれる程の重傷を負ったものの、無事種牡馬入りを果たした。その産駒は、地方では好成績を挙げられたものの、中央では地方から移籍してきたハクホウダンディが障害レースで名を挙げた以外は良績を残せなかった。地方競馬最多連敗記録であった161連敗を記録したハクホークインも産駒に持つ。
晩年は青森県・鳥谷部牧場で種牡馬生活を行っていたが、1988年5月11日、種付けを終え戻って来た馬房内で突然暴れ、頭を打った拍子に心臓破裂を起こし死亡した。

## 馬齢別競走成績
- 3歳-3戦1勝
- 4歳-10戦2勝（カブトヤマ記念）
- 5歳-10戦5勝（安田記念、札幌記念、オールカマー）

## 主な産駒
- ハクホウダンディ（1979年産 東京障害特別・春、京都大障害・春）
- ダッシュホウショウ（1983年産 大井記念、東京記念）

## 血統表
| ハクホオショウの血統（ボワルセル系 / Gainsborough 4×5=9.38% Blandford 4×5=9.38% Pharos 4×5=9.38%） | ハクホオショウの血統（ボワルセル系 / Gainsborough 4×5=9.38% Blandford 4×5=9.38% Pharos 4×5=9.38%） | ハクホオショウの血統（ボワルセル系 / Gainsborough 4×5=9.38% Blandford 4×5=9.38% Pharos 4×5=9.38%） | （血統表の出典） | （血統表の出典） |
| 父 *ヒンドスタン Hindostan 1946 黒鹿毛 イギリス                                                    | 父の父Bois Roussel 1935 黒鹿毛 フランス                                                            | Vatout 1926 鹿毛                                                                                   | Prince Chimay    | Prince Chimay    |
| 父 *ヒンドスタン Hindostan 1946 黒鹿毛 イギリス                                                    | 父の父Bois Roussel 1935 黒鹿毛 フランス                                                            | Vatout 1926 鹿毛                                                                                   | Vasthi           |                  |
| 父 *ヒンドスタン Hindostan 1946 黒鹿毛 イギリス                                                    | 父の父Bois Roussel 1935 黒鹿毛 フランス                                                            | Plucky Liege 1912 鹿毛                                                                             | Spearmint        | Spearmint        |
| 父 *ヒンドスタン Hindostan 1946 黒鹿毛 イギリス                                                    | 父の父Bois Roussel 1935 黒鹿毛 フランス                                                            | Plucky Liege 1912 鹿毛                                                                             | Concertina       |                  |
| 父 *ヒンドスタン Hindostan 1946 黒鹿毛 イギリス                                                    | 父の母Sonibai 1939 鹿毛 イギリス                                                                   | Solario 1922 鹿毛                                                                                  | Gainsborough     | Gainsborough     |
| 父 *ヒンドスタン Hindostan 1946 黒鹿毛 イギリス                                                    | 父の母Sonibai 1939 鹿毛 イギリス                                                                   | Solario 1922 鹿毛                                                                                  | Sun Worship      |                  |
| 父 *ヒンドスタン Hindostan 1946 黒鹿毛 イギリス                                                    | 父の母Sonibai 1939 鹿毛 イギリス                                                                   | Udaipur 1929 黒鹿毛                                                                                | Blandford        | Blandford        |
| 父 *ヒンドスタン Hindostan 1946 黒鹿毛 イギリス                                                    | 父の母Sonibai 1939 鹿毛 イギリス                                                                   | Udaipur 1929 黒鹿毛                                                                                | Uganda           |                  |
| 母 *ステラパーダリス Stella Paradalis 1957 栗毛 イギリス                                           | 母の父Pardal 1947 鹿毛 フランス                                                                    | Pharis 1936 黒鹿毛                                                                                 | Pharos           | Pharos           |
| 母 *ステラパーダリス Stella Paradalis 1957 栗毛 イギリス                                           | 母の父Pardal 1947 鹿毛 フランス                                                                    | Pharis 1936 黒鹿毛                                                                                 | Carissima        |                  |
| 母 *ステラパーダリス Stella Paradalis 1957 栗毛 イギリス                                           | 母の父Pardal 1947 鹿毛 フランス                                                                    | Adargatis 1931                                                                                     | Asterus          | Asterus          |
| 母 *ステラパーダリス Stella Paradalis 1957 栗毛 イギリス                                           | 母の父Pardal 1947 鹿毛 フランス                                                                    | Adargatis 1931                                                                                     | Helene de Troie  |                  |
| 母 *ステラパーダリス Stella Paradalis 1957 栗毛 イギリス                                           | 母の母Andromeda 1950 鹿毛 イギリス                                                                 | Stardust 1937 栗毛                                                                                 | Hyperion         | Hyperion         |
| 母 *ステラパーダリス Stella Paradalis 1957 栗毛 イギリス                                           | 母の母Andromeda 1950 鹿毛 イギリス                                                                 | Stardust 1937 栗毛                                                                                 | Sister Stella    |                  |
| 母 *ステラパーダリス Stella Paradalis 1957 栗毛 イギリス                                           | 母の母Andromeda 1950 鹿毛 イギリス                                                                 | Neocracy 1944                                                                                      | Nearco           | Nearco           |
| 母 *ステラパーダリス Stella Paradalis 1957 栗毛 イギリス                                           | 母の母Andromeda 1950 鹿毛 イギリス                                                                 | Neocracy 1944                                                                                      | Harina F-No.22-a |                  |